# Pedro Álvaro
Pedro Álvaro, né le 2 mars 2000 à Seia au Portugal, est un footballeur portugais qui évolue au poste de défenseur central aux Aris Salonique Football Club.

## Biographie

### En club
Né à Seia au Portugal, Pedro Álvaro est formé par le Benfica Lisbonne. Il joue notamment avec l'équipe B, celle-ci disputant la deuxième division portugaise. Il joue son premier match dans cette compétition face au Leixões SC le 26 novembre 2017. Il entre en jeu et les deux équipes se neutralisent (0-0 score final). Álvaro est considéré comme l'un des grands espoirs du club. Capitaine avec les moins de 17 ans, il devient un membre important de l'équipe U19, impressionnant par sa maturité, son physique impressionnant et sa vitesse, ce qui lui vaut d'être appelé dès ses 16 ans par l'entraîneur de l'équipe première, Rui Vitória, afin de participer à des entraînements avec le groupe professionnel. Álvaro ne jouera toutefois aucun match avec l'équipe première de Benfica.
Le 3 juillet 2022, Pedro Álvaro rejoint librement le GD Estoril-Praia. Benfica conserve toutefois 50 % des droits économiques du joueur. Il retrouve notamment Nélson Veríssimo, qui a été son entraîneur à Benfica dans les équipes de jeunes et qui est ici l'entraîneur principal d'Estoril.
Álvaro découvre alors la première division portugaise, jouant son premier match le 6 août 2022, face au FC Famalicão, lors de la première journée de la saison 2022-2023. Il est titularisé et son équipe l'emporte (2-0 score final).

### En sélection
Pedro Álvaro représente l'équipe du Portugal des moins de 17 ans de 2016 à 2017. Il joue un total de six matchs avec cette sélection, tous en tant que titulaire.
Avec les moins de 18 ans il joue un total de sept matchs, tous en 2018, et marque deux buts.
Pedro Álvaro joue quatre matchs avec les moins de 20 ans, tous en 2019, et il officie à deux reprises comme capitaine.